# 劉復生
劉復生（？—1645年6月21日（弘光元年五月己酉）），字長卿，鳳陽府壽州人，明朝、南明軍事人物。

## 生平
劉復生是天啟四年（1624年）的武舉人第一名，世襲百戶，累遷狼山都司督標副總兵，抓拿永城的叛將劉超。弘光帝繼位，陞任他為閣部中軍左都督，再晉官上柱國、太子太傅、掌管中府事、提督九門軍務。劉良佐部下在壽州虐待人民，劉復生用鞭子鞭打那些士兵；其後劉良佐投降清朝過長江，在河上遇上他，招攬他一同投降。它非常憤怒，用座椅擲向劉良佐，劉良佐的部將曹虎在旁刺殺他。母親方氏、妻子梁氏與弟婦范氏都投水而死。